# 格拉巴里夫卡 (莫吉利夫-波季利西基區)
48°32′33″N 27°43′51″E / 48.54250°N 27.73083°E
格拉巴里夫卡（烏克蘭語：Грабарівка），是烏克蘭西南部的村莊，隸屬文尼察州的莫希利夫-波季利斯基區。該村面積1.36平方公里，海拔高度153米，2001年人口489，人口密度每平方公里359.56人。